# Организация на Сухопътните войски на Гърция
Тази страница представя организацията на Сухопътните войски на Гърция.

## Първа армия
- 1-ва армия (1η Στρατια), с главнокомандване в Лариса, Тесалия включваща:
  - 728-и инженерен батальон (728ο ΤΜΧ), базиран в Тирнавос, Тесалия
  - 476-и свързочен батальон (476o ΤΔΒ), базиран в Лариса, Тесалия
  - 485-и свързочен батальон (485o TΔΒ), базиран в Лариса, Тесалия
  - Армейско командване на полевата и зенитна артилерия (ΔΠΒ/Ι Στρατιά) организирано в:
    - 181-ви Среден самоходен зенитно-ракетен дивизион Хоук (181η ΜΚ/Β HAWK), базиран в Солун, Централна Македония
    - 182-ри Самоходен зенитно-ракетен дивизион за близка ПВО Тор М1 (182η ΜΚ/Β TOR M1), базиран в Кавала, Източна Македония и Тракия
    - Преносими зенитно-ракетен дивизиони за непосредствена ПВО (ΜΕΑ/ΑΠ)

### 1-ви Армейски корпус
- - 1-ви Армейски корпус (Α' Σώμα Στρατού), главнокомандване в Кожани, Западна Македония състоящ се от:
    - 1-ви Танков батальон (A' EAN), базиран в Суровичево, Западна Македония
    - Корпусно инженерно командване (ΔΜΧ/Α' ΣΣ)
    - 586-и Център за подготовка на новобранци (586 KEN), базиран в Гревена, Западна Македония
    - 488-ти Свързочен батальон (488ο ΤΔΒ)
    - Корпусен щабен батальон
    - 8-а Пехотна дивизия (VIII ΜΠ), базирана в Янина, Епир организиран в:
      - Щабна рота (ΛΣ/VΙΙΙ ΜΠ)
      - 625-и Център за подготовка на новобранци (625 ΜΤΠ/KEN),
      - 628-и Пехотен батальон (628 ΤΠ)
      - 583-ти Пехотен батальон (583 ΤΠ)
      - 3/40-и Полк евзони (гвардейци) „Куци“ (3/40 ΣΕ Κούτσι)
      - 8-и Танков батальон (8η ΕΑΝ), базиран в Калпаки, Епир
      - 708-и Инженерен батальон (708ο ΤΜΧ)
      - 659 P.A.P.  (659 ΠΑΠ)
      - 679 P.A.P.' (679 ΠΑΠ)

    - 9-а Пехотна бригада (9η ΤΑΞΠΖ), базирана в Лерин, Западна Македония
    - 10-а Пехотна бригада (10η ΤΑΞΠΖ), базирана в Сяр, Централна Македония
    - 15-а Пехотна бригада (15η ΤΑΞΠΖ), базирана в Костур, Западна Македония
    - 24-та Бронетанкова бригада 1st Cavalry Regiment Florina (XXIV ΤΘΤ 1ο Σύνταγμα Ιππικού Φλώρινα), базирана в Литохоро, Централна Македония

### 4-ти армейски корпус
- - 4-ти Армейски корпус (Δ' Σώμα Στρατού), с главнокомандване в Ксанти, Източна Македония и Тракия включващ:
    - 1-ви Полк РСЗО (1o ΣΠΒ), базиран в Драма, Източна Македония и Тракия
      - Щабна рота (ΛΔ/1ο ΣΠΒ)
      - 193-ти Дивизион РСЗО (193 ΜΠΕΠ)
      - 194-ти Дивизион РСЗО (194 ΜΠΕΠ)
      - Разузнавателна батарея (ΠΠΑΡ)

    - 1-ви Полк за свръзка, РЕБ и РТР (1ο ΣΕΗΠΠΕΠ), базиран в Ксанти, Източна Македония и Тракия
    - Корпусно командване на полевата и зенитна артилерия (ΔΠΒ/Δ' ΣΣ)
    - Корпусно инженерно командване (ΔΜΧ/Δ' ΣΣ)
    - Корпусен щабен батальон
    - 12-а Механизирана дивизия (XII Μ/Κ ΜΠ), базирана в Дедеагач, Thrace организирана в:
      - 7-а Механизирана бригада (7η M/K ΤΑΞ Σαραντάπορος), базирана в Lykofytos, Thrace
      - 31-ва Механизирана бригада (31η M/K ΤΑΞ Κάμια), базирана в Feres, Thrace
      - Тактическо командване/41-ви Пехотен полк (ΤΔ/41ο ΣΠ), базиран в Самотраки, North Aegean
      - 3-ти Танков батальон (Γ' ΕΑΝ)
      - Дивизионно артилерийско командване (ΔΠΒ/ΧΙΙ Μ/Κ ΜΠ)
        - 156-и Самоходен артилерийски дивизион (156 Μ Α/K ΠΒ)
        - 187-а Наблюдателна батарея (187 ΠΠΑΡ)
        - Щабна батарея

      - 12-и Свързочен батальон (12ο TΔΒ)
      - Дивизионна щабна рота (ΛΣ/ΧΙΙ Μ/Κ ΜΠ)

    - 16-а Механизирана дивизия (XVI Μ/Κ ΜΠ), базирана в Didymoteicho, Източна Македония и Тракия организирана в:
      - 3-та Механизирана бригада (3η M/K ΤΑΞ Ρίμινι), базирана в Орестиада, Източна Македония и Тракия
      - 30-а Механизирана бригада (30ή M/K ΤΑΞ Τομορίτσα), базирана в Lagos, Източна Македония и Тракия
      - Тактическо командване/21-ви Пехотен полк „Драма“ (ΤΔ/21ο ΣΠ Δράμα), based at Orestiada, Източна Македония и Тракия
      - 4-ти Танков батальон (Δ' ΕΑΝ)
      - Дивизионно артилерийско командване (ΔΠΒ/ΧVΙ Μ/Κ ΜΠ)
        - 163-ти Самоходен артилерийски дивизион (163 Μ Α/K ΠΒ)
        - 188-а Наблюдателна батарея (188 ΠΠΑΡ)
        - Щабна батарея

      - 16-и Свързочен батальон (16ο TΔΒ)
      - Дивизионна щабна рота (ΛΣ/ΧVΙ Μ/Κ ΜΠ)

    - 20-а Танкова дивизия (XX ΤΘΜ), Kavala, Macedonia
      - 21-ва Танкова бригада „Кавалерийска бригада „Пинд“ (XXI ΤΘΤ Ταξιαρχία Ιππικού Πίνδος), Komotini, Thrace
      - 23-та Танкова бригада „3-ти Кавалерийски полк „Дорилион“ (XXIII ΤΘΤ 3ο Σύνταγμα Ιππικού Δορύλαιον), Alexandroupoli, Thrace
      - 25-а Танкова бригада „2-ри Кавалерийски полк „Ефес“ (XXV ΤΘΤ 2ο Σύνταγμα Ιππικού Έφεσος), Xanthi, Thrace
      - Дивизионно артилерийско командване (ΔΠΒ/ΧΧ ΤΘΜ)
      - 20-и Свързочен батальон (20ό TΔΒ)
      - Дивизионна щабна рота (ΙΣ/ΧΧ ΤΘΜ)

    - 50-а Отделна механизирана бригада „Апсос“ (50ή M/K TAΞ Άψος), Soufli, Thrace
    - 29-а Бригада военна полиция „Поградец“ (29η ΤΑΞEAΣ Πόγραδετς), Komotini, Thrace

  - NDC-GR (Корпус за бързо реагиране на НАТО – Гърция, бивш IIIти Армейски корпус, Thessaloniki, Macedonia
    - 490-и Свързочен батальон (490ό ΤΔΒ), Thessaloniki, Macedonia
    - Корпусни части за поддръжка

## 2-ри армейски корпус
- 2-ри Армейски корпус (Β' Σώμα Στρατού), базиран в Бер, Централна Македония (армейски компонент на силите за бъро реагиране на ВС на Гърция):
  - Корпусно артилерийско и ПВО командване  (ΔΠΒ/Β' ΣΣ)
  - Корпусно инженерно командване (ΔΜΧ/Β' ΣΣ)
  - 489-и Свързочен батальон (489ο ΤΔΒ)
  - Корпусен щабен батальон
  - 1-ва Пехотна дивизия(I ΜΠ), базирана в Бер, Централна Македония:
    - 1-ви Свързочен батальон (1ο TΔΒ)
    - Щабна рота (ΛΣ/Ι ΜΠ)
    - 1-ва Щурмова/ Парашутна бригада (1η ΤΑΞΚΔ-ΑΛ), базирана в Рендина, Централна Македония
    - 32-ра Бригада морска пехота (32η ΤΑΞ ΠΝ Mοράβας), базирана в Волос, Тесалия
    - 71-ва Въздушнопреносима бригада (71η Α/M ΤΑΞ), базирана в Волос, Централна Македония

  - 2-ра Механизирана дивизия (II Μ/Κ ΜΠ), базирана в Воден, Централна Македония организирана в:
    - Дивизионно артилерийско командване (ΔΠΒ/ΙΙ Μ/Κ ΜΠ)
    - 2-ри Свързочен батальон (2ο TΔΒ)
    - Щабна рота (ΛΣ/ΙΙ Μ/Κ ΜΠ)
    - 33-та Механизирана бригада „Полк Кидония“ (33η Μ/Κ ΤΑΞ Σύνταγμα Κυδωνιών), базирана в Polykastro, Macedonia
    - 34-та Механизирана бригада „Полковник Диалетис“ (34η Μ/Κ ΤΑΞ Απόσπασμα Σχου Διαλέτη), базирана в Енидже Вардар, Централна Македония

  - 1-ва Бригада армейска авиация (1ο ΤΑΞΑΣ), базирана в Стефановикио, Тесалия организирана в:
    - Щабна рота, базирана в Стефановикио, Тесалия
    - 17-а Свързочна рота, базирана в Стефановикио, Тесалия
    - 307-и Авио-технически батальон, базиран в Стефановикио, Тесалия
    - 1-ви Батальон бойни вертолети (1o ΤΕΕΠ), базиран в Стефановикио, Тесалия
    - 2-ри Батальон бойни вертолети (2o TEEΠ), базиран в Мегара, Атика
    - 1-ви Батальон армейска авиация (1o TEAΣ), базиран в Стефановикио, Тесалия
    - 2-ри Батальон армейска авиация (2ο ΤΕΑΣ), базиран в Мегара, Атика
    - 3-ти Батальон армейска авиация (3ο ΤΕΑΣ), базиран в Александрия, Централна Македония
    - 4-ти Батальон армейска авиация (4ο ΤΕΑΣ), базиран в Мегара, Атика

## ASDEN
- Висше военно командване на вътрешните области и островите (ΑΣΔΕΝ), Athens, Attica
  - Корпусен щабен батальон
  - Корпусно инженерно командване (ΔΜΧ/ΑΣΔΕΝ), Athens, Attica
  - 5-а Пехотна бригада (5η TΞΠΖ), Chania, Crete
  - 2-ри Свързочен, РЕБ и РТР полк (2ο ΣΕΗΠΠΕΠ), Athens, Attica
  - 291-ви Център за подготовка на наборници (291o KEN), Syros, Cyclades
  - 79-о Висше командване на Националната гвардия (79η ΑΔΤΕ), Samos
  - 80-о Висше командване на Националната гвардия (80ή ΑΔΤΕ), based at Kos, Dodecanese
  - 88-о (Бригадно) Военно командване (88η ΣΔΙ), Myrina, Lemnos
  - 95-о Висше командване на Националната гвардия (95ή ΑΔΤΕ), Rhodes, Dodecanese
  - 96-о Висше командване на Националната гвардия (96η ΑΔΤΕ), Chios
  - 98-о Висше командване на Националната гвардия (98η ΑΔΤΕ), Lesbos

## Висше военно командване за поддръжка
- Висше военно командване за поддръжка (ΑΣΔΥΣ), Athens, Attica
  - Базово тилово командване (ΔΥΒ), Athens, Attica
  - 1-ва Тилова бригада (1η ΤΑΞΥΠ), Volos, Thessaly
  - 2-ра Тилова бригада (2η ΤΑΞΥΠ), Kozani, Macedonia
  - 3-та Тилова бригада (3η ΤΑΞΥΠ), Thessaloniki, Macedonia
  - 4-та Тилова бригада (4η ΤΑΞΥΠ), Xanthi, Thrace
  - 651-во Депо за съхранение (651 ABYΠ), Agios Stefanos, Attica
  - Командване на военните заводи (ΔΙΣΕ), Athens, Attica
    - 301-ви Ремонтен завод (301 EB), Agioi Anargyroi, Attica
    - 303-ти Ремонтен завод (303 ΠΕΒ), Larissa, Thessaly
    - 304-ти Ремонтен завод (304 ΠΕΒ), Velestino, Thessaly
    - 308-и Ремонтен завод (308 ΠΕΒ), Thessaloniki, Macedonia

- Командване за доктрина, обучение и инспекция (ΔΙΔΟΕ), Athens, Attica